# 科皮季夫 (索卡爾區)
50°28′48″N 24°23′41″E / 50.48000°N 24.39472°E
科皮季夫（烏克蘭語：Копитів），是烏克蘭西部的村莊，隸屬利維夫州的舍普季茨基區。該村面積0.43平方公里，海拔高度205米，2001年人口256，人口密度每平方公里595.35人。